# Hermann Christian Arndts
Hermann Christian Arndts (* 9. September 1831 in Arnsberg; † 19. November 1888 in Deutz) war ein preußischer Beamter, Syndikus, Verwalter und Landtagsabgeordneter. Er war mitbeteiligt am Aufbau der heutigen Forschungsanstalt Geisenheim.

## Familie und Ausbildung
Arndts wurde als Sohn des letzten thurn und taxischen Posthalters in Arnsberg und Justizrat Friedrich Franz Joseph Arndts und dessen Ehefrau Elisabeth (geb. Brisken) geboren. Er studierte in München Rechtswissenschaften und hörte unter anderem bei seinem Onkel Carl Ludwig Arndts. 1850 wurde er Mitglied des Corps Makaria München. Er machte während der Studienzeit zusammen mit Kommilitonen eine Fußwanderung, die ihn bis nach Rom führte. Im Frühjahr 1852 wechselte Arndts an die Friedrich-Wilhelms-Universität in Berlin. Im gleichen Jahre leistete er seinen Militärdienst als Einjährig-Freiwilliger beim 2. Garde-Regiment zu Fuß ab. Ein Jahr später verließ er die Armee als Sekondeleutnant und die Universität mit dem Auskulatorexamen. Da sein Vater zuvor gestorben war, musste Arndts aus finanziellen Gründen zunächst nach Arnsberg zurückkehren. In Arnsberg lernte Arndts Johanna Marcelli kennen, die er später heiratete.

## Wirken

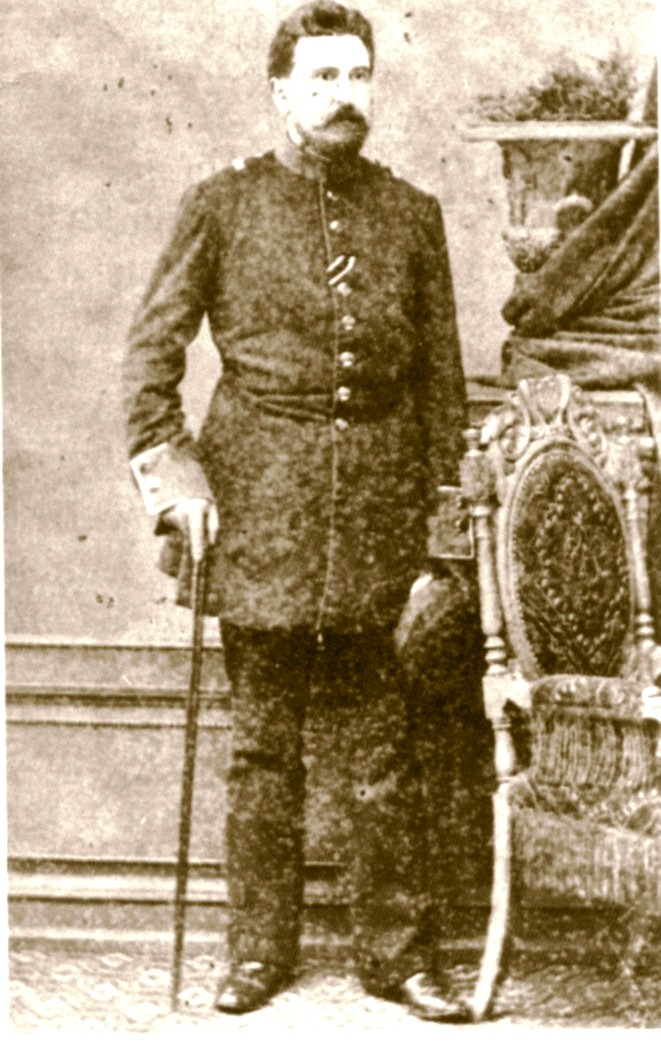
Arndts nach seiner Verwundung im Jahr 1866

Im Jahr 1859 legte Arndts sein Assessorexamen ab. Da er keine Aussicht auf eine Übernahme in ein Beamtenverhältnis hatte, wurde er 1860 Spezial- und Grundsteuerkommissar in Deutz. Dies war eine Stellung als unbesoldeter Jurist. Als nach fünf Jahren seine Stelle nicht verlängert wurde, wechselte er als Syndikus der Kölner Hagelversicherung nach Berlin.
Während des Deutschen Krieges von 1866 war Arndts Soldat im Brandenburgischen Landwehr-Regiment Nr. 20 und war Kommandeur der 11. Kompanie. Bei der Schlacht bei Langensalza wurde Arndts schwer verwundet. Durch Glück entging er dabei einer Gefangennahme. Nach seiner Genesung nahm er seinen Beruf als Syndikus wieder auf. 1867 wurde er erneut Spezialkommissar in Deutz, diesmal aber als Regierungsassessor.
Im selben Jahr ging Arndts auch in die Politik und wurde Mitglied im Preußischen Abgeordnetenhaus. Dort gehörte er dem rechten Zentrum, einer Fraktion zwischen Konservativen und Nationalliberalen, an.
1869 wurde er bei gleichzeitiger Ernennung zum Regierungsrat zur preußischen Regierung nach Wiesbaden versetzt. Er war verantwortlich für die Verwaltung des Ober- und Unterwesterwaldkreises. In Geisenheim wurde er beauftragt, als Verwaltungsfachmann eine staatliche Lehranstalt für Obst- und Weinbau, auch Königliche Pomologie genannt, zu errichten und betriebsfertig zu erstellen. Das dazu vorgesehene Anwesen mit der Villa Monrepos gehörte Heinrich Eduard von Lade, der 1872 neben der preußischen Regierung (vertreten durch Arndts) ein weiterer Mitgründer der königlichen Lehr- und heutigen Forschungsanstalt in Geisenheim wurde. Arndts blieb zwar Mitglied des Regierungskollegiums in Wiesbaden, wurde aber 1874 zum Direktor der Königlichen Lehranstalt ernannt.
Während seiner Tätigkeit in Geisenheim gefährdete der Kulturkampf die Stellung des Katholiken Arndts. Er selbst verhielt sich zwar strikt neutral, seine Ehefrau unterstützte aber die katholische Seite. Unter anderem empfingen die Arndts auch den Limburger Bischof Peter Josef Blum. Als der Druck auf ihn zu groß wurde, trat Arndts 1878 aus dem preußischen Staatsdienst aus und wurde Gesamtverwalter des Grafen von Fürstenberg-Stammheim mit Sitz in Deutz. Dort wurde er auch Mitglied in der Stadtverordnetenversammlung.